# Neoregelia zonata
Neoregelia zonata är en gräsväxtart som beskrevs av Lyman Bradford Smith. Neoregelia zonata ingår i släktet Neoregelia och familjen Bromeliaceae. Inga underarter finns listade i Catalogue of Life.